# Snabba hus

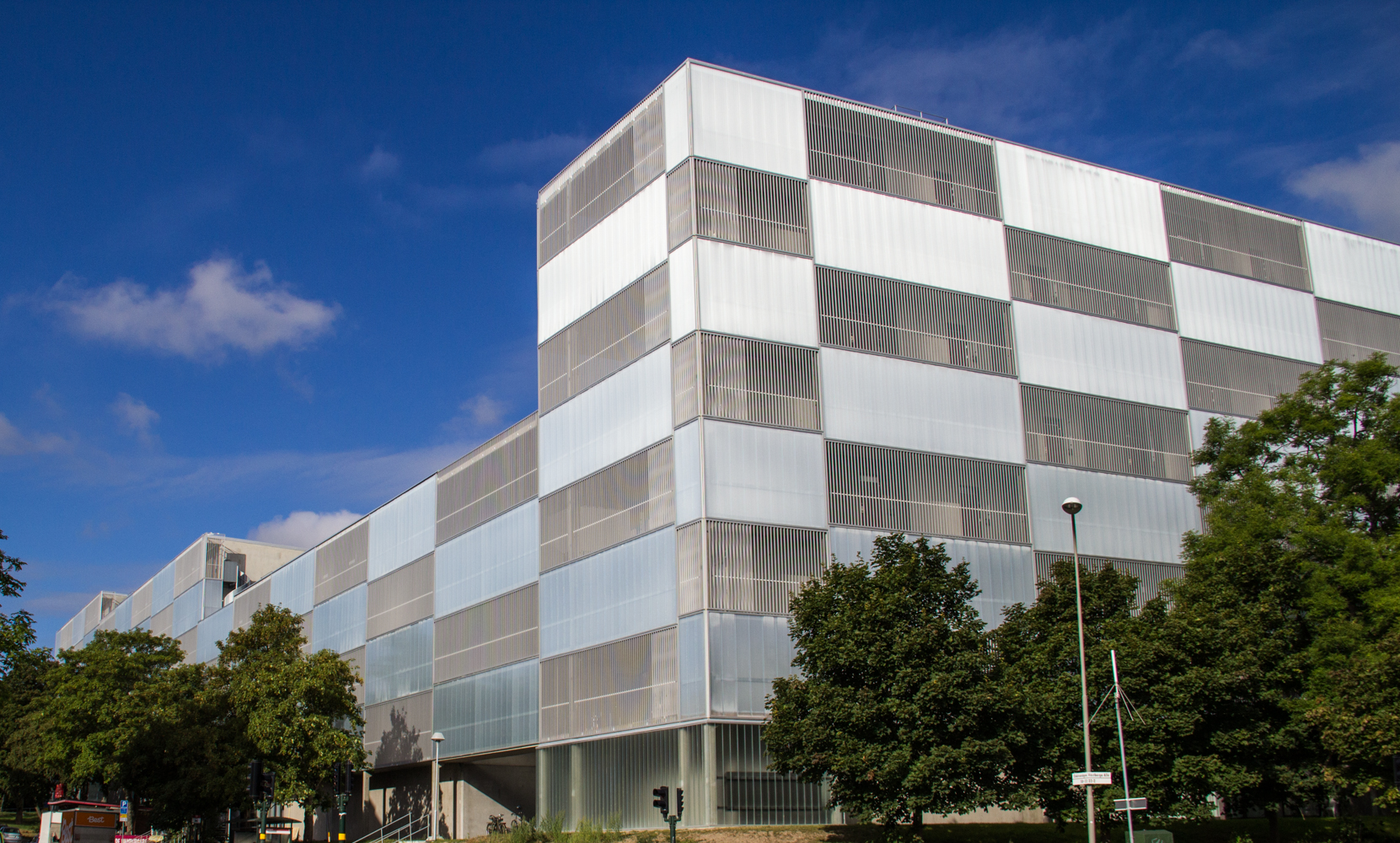
Del av framsidan av Snabba hus i Västberga.

Snabba hus är ett koncept och projekt utvecklat av Jagvillhabostad.nu, i samarbete med Svenska Bostäder. Projektet går ut på att det byggs flyttbara bostäder på tillfälliga bygglov som sedan flyttas till ett nytt område när bygglovet tar slut. Bostäderna flyttas max tre gånger och permanentas sedan. Hyreskontrakten är öronmärkta för unga i åldern 18–30 år. Projektet säkerställer även att unga vuxna blir delaktiga i processen av utformandet av bostäderna. Hyresgästerna kan bo i lägenheterna i max 4 år, och de behåller sin ordinarie kötid på bostadsförmedlingen, dessutom så förlängs tiden som vanligt under de 4 åren. De flyttbara bostäderna har utformats i samarbete med Svenska Bostäder, Junior Living samt Andreas Martin-Löf Arkitekter.

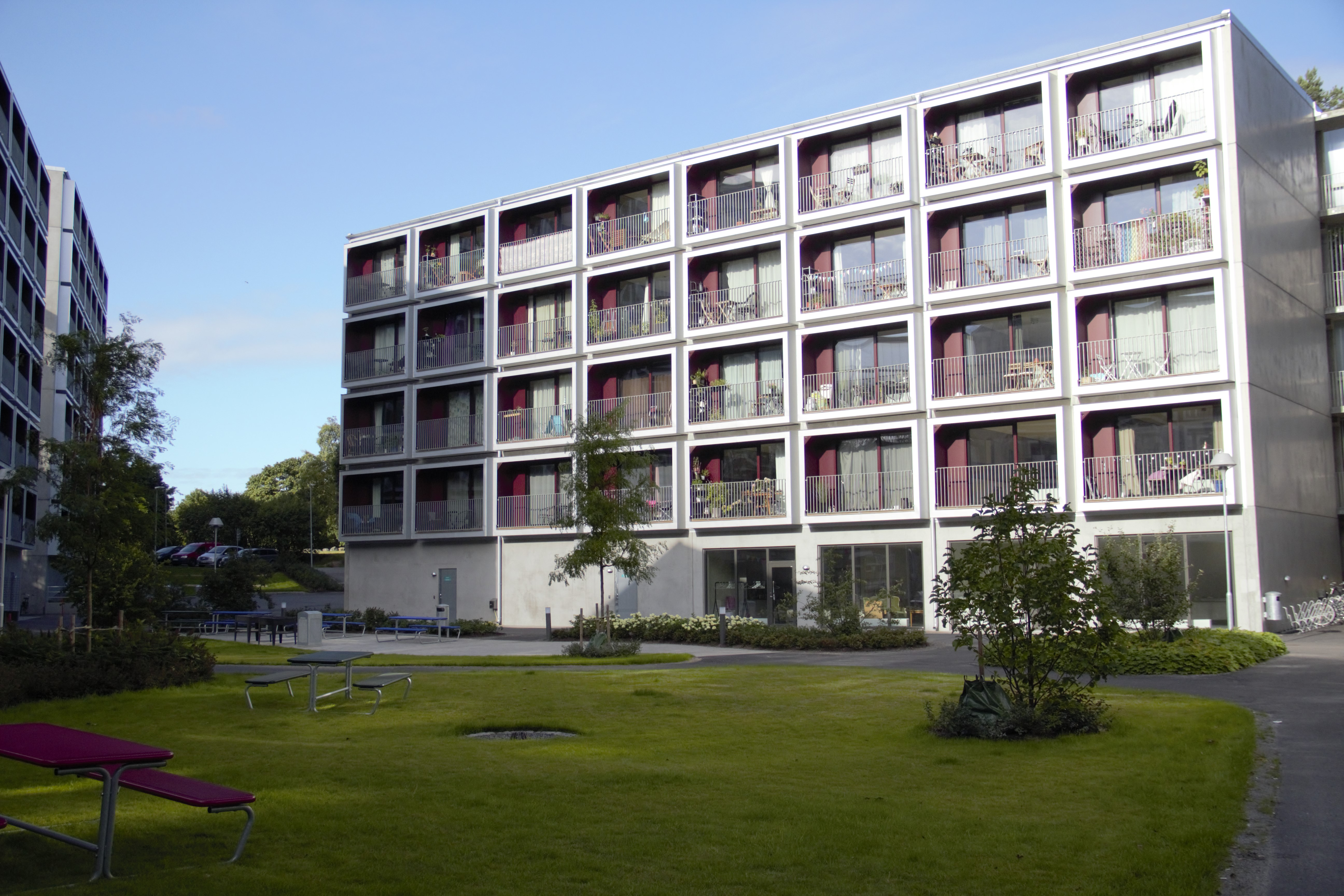
Del av baksidan av Snabba hus i Västberga.

Den första omgången av bostäder färdigställdes år 2017 i Västberga, Stockholm. Hyresrätter har etablerats i Västberga, Råcksta och Norra Ängby i Stockholm. Det senaste genomförandet av Snabba hus skedde i Råcksta, Stockholm och stod klart december 2019. I Västberga etablerades 280 lägenheter, i Råcksta 247 lägenheter, och i Norra Ängby byggs det 134 lägenheter.
Snabba hus är en av Jagvillhabostad.nu:s lösningar på bostadskrisen som råder för unga människor, och bygget i Råcksta nominerades till Årets Stockholmsbyggnad 2020, samt Guldhemmet 2020 i kategorin Årets Bostadsutvecklare.
Andreas Martin-Löf Arkitekter vann priset Nordic Architecture Fair Award för designen av Snabba Hus i Västberga, år 2017.